# Ансьон, Жюль
Юлиус (Жюль) Теодор Ансьон (нидерл. Julius (Jules) Theodoor Ancion, 21 августа 1924, Палембанг, Южная Суматра, Нидерландская Ост-Индия — 30 ноября 2011, Гаага, Нидерланды) — нидерландский хоккеист (хоккей на траве), полузащитник. Серебряный призёр летних Олимпийских игр 1952 года.

## Биография
Жюль Ансьон родился 21 августа 1924 года в городе Палембанг в Нидерландской Ост-Индии (сейчас в Индонезии).
Играл в хоккей на траве за «Кампонг» из Утрехта.
В 1952 году вошёл в состав сборной Нидерландов по хоккею на траве на Олимпийских играх в Хельсинки и завоевал серебряную медаль. Играл на позиции полузащитника, провёл 3 матча, мячей не забивал.
В 1949—1954 годах провёл 49 матчей за сборную страны.
По окончании игровой карьеры работал тренером. В 1970 году возглавил сборную Нидерландов, сменив на посту наставника бывшего партнёра по команде Рупи Крёйзе, однако уже через год покинул должность, уступив её Абу ван Гримбергену. Впоследствии работал в Нидерландском олимпийском комитете.
Долгие годы работал стоматологом в Вассенаре.
Умер 30 ноября 2011 года в нидерландском городе Гаага.

## Семья
Ансьон воспитывал нескольких детей. Среди них — актёр и фотограф Томас Антониюс Корнелиюс Ансьон, известный под псевдонимом Том Хоффман (род. 1957).